# Bernard Cavalié
Pour les articles homonymes, voir Cavalié.
Bernard Cavalié est un directeur de la photographie français.

## Biographie
Bernard Cavalié a été régulièrement le directeur de la photographie des films de Robert Guédiguian et de Bernie Bonvoisin notamment.

## Filmographie
- 1986 : Le Voyage de Noémie de Michel Rodde
- 1989 : Adrénaline, film collectif
- 1990 : Rei Dom ou la légende des Kreuls de Jean-Claude Gallotta
- 1991 : Dieu vomit les tièdes de Robert Guédiguian
- 1992 : L'Amour en deux film de Jean-Claude Gallotta
- 1993 : L'argent fait le bonheur de Robert Guédiguian
- 1995 : Un siècle d'écrivains (documentaire télévisé), épisode Cesare Pavese
- 1995 : À la vie, à la mort ! de Robert Guédiguian
- 1996 : Les Démons de Jésus de Bernie Bonvoisin
- 1997 : Marius et Jeannette  de Robert Guédiguian
- 1997 : Sous les pieds des femmes de Rachida Krim
- 1998 : À la place du cœur de Robert Guédiguian
- 1999 : Les Grandes Bouches de Bernie Bonvoisin
- 2000 : À l'attaque ! de Robert Guédiguian
- 2000 : La ville est tranquille de Robert Guédiguian
- 2002 : Blanche de Bernie Bonvoisin
- 2003 : L'Île maudite (téléfilm) de Rémy Burkel
- 2004 : La Ronde des Flandres (téléfilm) de André Chandelle
- 2006 : Le Pressentiment de Jean-Pierre Darroussin
- 2010 : Impasse du désir de Michel Rodde